# Termy Trajana
Termy Trajana (łac. Thermae Traiani; wł. Terme di Traiano) – nieistniejący obecnie kompleks łaźni publicznych w Rzymie, znajdujący się na wzgórzu Oppius, stanowiącym część Eskwilinu.
Dzięki stemplom wybitym na cegłach i innym informacjom źródłowym wiadomo, że budowę term rozpoczęto w 104 roku i oddano je do użytku w dniu 22 czerwca 109 roku. Wzniesiono je na terenach zajmowanych wcześniej przez Złoty Dom cesarza Nerona, obok łaźni wybudowanych trzy dekady wcześniej przez Tytusa. Zgodnie z informacją przekazaną przez Kasjusza Diona projektantem budynku był Apollodoros z Damaszku. Wodę do łaźni doprowadzał wybudowany równolegle z nimi akwedukt Aqua Traiana. Nakryty sklepieniem krzyżowym wykonanym z betonu budynek, poza pomieszczeniami kąpielowymi nieodłącznymi dla term (frigidarium, tepidarium, caldarium), basenem (natatio) i dwiema palestrami, mieścił także ogrody i bibliotekę.
Termy Trajana pełniły swoją funkcję do końca starożytności, w okresie średniowiecza zaczęto wykorzystywać je jako źródło darmowego budulca. W XVI i XVII wieku wciąż można było oglądać jeszcze ruiny term, które dziś znane są z wykonanych przez ówczesnych artystów szkiców. Do końca XVIII wieku większość z nich została jednak rozebrana i do dziś zachowały się jedynie dwie eksedry, w północno-wschodniej i południowo-zachodniej części dawnego budynku.